# Utricularia trichophylla
Utricularia trichophylla är en tätörtsväxtart som beskrevs av Richard Spruce och Oliver. Utricularia trichophylla ingår i släktet bläddror, och familjen tätörtsväxter. Inga underarter finns listade i Catalogue of Life.